# Mill Green
Mill Green is een gehucht in het Engelse graafschap Suffolk. Het maakt deel van de civil parish Edwardstone, en tevens deel uit van district Babergh. De plaats telt 9 monumentale panden, te weten Crossways, Earls Cottages, General Stores, Mill Green Cottage, Mill Green End, Moat Farm Cottage, Sans Souci, The Thatched Cottage en Tudor Cottage.